# NetBeans
 (транскр.  Нет бинс) је интегрисано развојно окружење (IDE) првенствено намењено развоју Јава технологија, али исто тако пружа доста додатних могућности које му омогућавају да се једнако ефикасно може користити за развој рачунарских програма и у осталим програмским језицима као што су C, C++, PHP, Фортран, Пајтон, Руби и други. НетБинс једнако добро ради на различитим платформама као што су Виндоус, Линукс, BSD. Подражава различите технологије и алате који побољшавају развојни процес апликације.

## Главне карактеристике
- Јава десктоп апликације,
- Интернет апликације,
- Подршка динамчким језицима као што су PHP, Руби...,
- Модуларна организација која омогућава проширење преко података,
- Подршка додатним алатима за управљање конфигурацијом, верзијама, континуалном интеграцијом, метриком и друго,